# ムラサキニガナ属
ムラサキニガナ属（ムラサキニガナぞく、Paraprenanthes  C. C. Chang ex C. Shih）は、キク科キクニガナ亜科の属の1つ。アキノノゲシ属に近縁で日本にはムラサキニガナ1種のみ分布する。

## 特徴
多年生の草本か、一部は1年生。茎は直立し、根出葉はない。葉は互生で茎にまばらに着き、柄があって葉身は羽状に裂けるか羽状複葉になり、往々に頂小葉の部分が特に大きくなる。ただし三角形状で分裂しない例もある。
花序は円錐花序となり、多数の頭花をつけ、頭花は下を向いて開花する。頭花の柄や花序の軸は細くて無毛、または腺毛を生じる。
総苞は狭い円筒形をしており、緑色で紫色を帯びる。総苞片のなかで外側のものは少数でごく短く、内側のものは5〜8個あって線形で長さは皆同じとなっている。花床に鱗片はない。小花は1つの頭花に7〜15個ある。花色は紫色か淡紫色、ごく一部は白である。痩果は紡錘形をしており、僅かに扁平になっていて、その側面には5本の太い肋があり、その肋の間に2本ずつ、より細い肋が走っている。また先端部は細まっているものの嘴状にはなっていない。冠毛は白くて剛毛状をしており、一列に並んでいる。

## 種と分布
約10種があり、ほとんどは中国中南部に分布し、日本には以下の1種のみがある。
- Paraprenanthes ムラサキニガナ属
  - P. sororia ムラサキニガナ

## 分類など
本属のものは広義のアキノノゲシ属 Lactuca に含められてきたものであり、その中でやや異質なものと見なされてきたが、現在では独立の属として扱われるようになった。分子系統の情報ではアキノゲシ属と近縁ながら異なる系統をなす、との判断が示されている。形態的な違いとしてはアキノノゲシ属では総苞の基部が果実時に肥厚するのに対して本属ではさほど明瞭でないこと、痩果の先端がアキノノゲシ属ではある程度以上細く突き出した嘴状になるのに対して本属のものでは嘴状にはならないことなどが挙げられる。